# 阿切尔诺
阿切尔诺（義大利語：Acerno），是意大利萨莱诺省的一个市镇，它地處塞萊河平原。总面积72.32平方公里，人口2870人，人口密度39.7人/平方公里（2009年）。ISTAT代码为065001。當地有不少動植物。